# Dirch Passer
Dirch Passer, né le 18 mai 1926 à Copenhague et mort le 3 septembre 1980, est un acteur danois, particulièrement renommé pour ses improvisations. Sa filmographie comporte 90 films, ce qui en fait un des acteurs danois les plus prolifiques. Sa vie a été évoquée dans le film en partie biographique Dirch sorti en 2011.

## Filmographie
- 1947 : Sikken en nat (da) : Publikum
- 1947 : Stjerneskud : Hendes hårdtslående ven
- 1947 : Lykke på rejsen : Statist
- 1950 : Den opvakte jomfru : Sømand i 1520
- 1951 : Som sendt fra himlen : Soldat
- 1951 : Dorte : Amerikaner
- 1952 : Vi arme syndere : Værtshusgæst
- 1952 : Vejrhanen : Ekspeditionssekretær i Kirkeministeriet
- 1952 : Rekrut 67, Petersen : Lillebilchauffør Larsen
- 1952 : Drömsemester : Mogens Jensen
- 1953 : Solstik : Politimanden
- 1953 : Ved kongelunden... : Konduktør Svendsen
- 1954 : Sju svarta be-hå : Jens Nielsen
- 1954 : I kongens klæ'r : Søren Rask – rekrut 66
- 1954 : Sju svarta be-hå
- 1954 : Sol, sommer og badevand (da)
- 1955 : Far och flyg : Peder
- 1955 : Det var paa Rundetaarn : Hans Ramløse, musiker
- 1956 : Hvad vil De ha'? : Jansen
- 1956 : Den store gavtyv : K.M.M. Mathisen
- 1956 : Færgekroen : Erik Hansen
- 1957 : Tag til marked i Fjordby : 'Lange' Emil Andersen
- 1957 : Dirch & Kjeld hos C. & G. (da)
- 1958 : Krudt og klunker : Fotograf
- 1958 : Styrmand Karlsen : Valdemar Bøgelund
- 1958 : Pigen og vandpytten : Fabrikant Munk
- 1958 : Møde ved midnat : Mr. Fox
- 1958 : Dirch & Kjeld blir nye mennesker (da)
- 1959 : Poeten og Lillemor : Bageren
- 1959 : Onkel Bill fra New York : Hans Høj
- 1959 : Soldaterkammerater rykker ud : Vagtsoldat
- 1959 : Charles' tante : Grev Ditlev Lensby
- 1959 : Vi er allesammen tossede : Sporvognskonduktør Knudsen
- 1959 : TV te' vands : Chef
- 1960 : Poeten og Lillemor og Lotte : le boulanger
- 1960 : Elefanter på loftet : Dennis
- 1960 : Baronessen fra benzintanken : Hans Høy
- 1960 : Sømand i knibe : Freddy
- 1960 : Summer and Sinners : Kansas Joe
- 1960 : Skibet er ladet med : Guvernør Alfond d. 1 / Alfond d. 2
- 1960 : Panik i paradis : Greven
- 1960 : Forelsket i København : Kunstmaler Kobolski
- 1961 : Reptilicus : Petersen
- 1961 : Peters baby :William Thorsen
- 1961 : Poeten og Lillemor i forårshumør : Bageren
- 1961 : Støv på hjernen : Alf Thomsen
- 1961 : Gøngehøvdingen : Ib
- 1962 : Lykkens musikanter : Elevatorfører Gogol
- 1962 : Han, Hun, Dirch og Dario : Eigil Hansen
- 1962 : Det tossede paradis : Angelus Bukke
- 1962 : Sømænd og svigermødre : Kanusti Mogensen
- 1962 : Filmdesorientering (da)
- 1962 : Det støver stadig : Alf Thomsen
- 1962 : Oskar : Martin Kristiansen
- 1962 : Svinedrengen og prinsessen på ærten : (voix)
- 1962 : Venus fra Vestø : Ditlev Egede-Schack
- 1963 : Pigen og pressefotografen : Bastian
- 1963 : Vi har det jo dejligt : Thorvald Madsen
- 1963 : Hvis lille pige er du? : Hans
- 1963 : Frøken Nitouche : Floridor / Celestin
- 1963 : Trois de perdues (Tre piger i Paris)
- 1963 : Bussen : Buschauffør Martin
- 1963 : Tre piger i Paris : Kok Harald Mikkelsen
- 1963 : Støv for alle pengene : Alf Thomsen
- 1964 : Majorens oppasser : Thomas Edison Hansen
- 1964 : Sommer i Tyrol : Leopold Ulrik Joackim Brantmeyer
- 1964 : Blåjackor : Sam
- 1964 : Don Olsen kommer til byen : Thorsen
- 1965 : Här kommer bärsärkarna : Garm
- 1965 : Passer passer piger : Alf Thomsen
- 1965 : Flådens friske fyre : Valdemar Jensen
- 1965 : Pigen og millionæren : Jens Møller
- 1966 : Jag – en älskare : Mortensen
- 1966 : Der var engang : Kasper Røghat
- 1966 : Slap af, Frede! : Fettucino
- 1966 : Pigen og greven : Andreas Lillelys
- 1967 : Copenhagen Design
- 1967 : Elsk... din næste! : Olaf
- 1967 : Cirkusrevyen 67
- 1967 : Onkel Joakims hemmelighed : Fyrst Fingernem
- 1967 : Mig og min lillebror : Søren Severinsen
- 1968 : Soldaterkammerater på bjørnetjeneste : Vagtkommandør 419
- 1968 : Mig og min lillebror og storsmuglerne : Søren Severinsen
- 1968 : Min søsters børn vælter byen : Dr. Mogensen
- 1968 : Dyrlægens plejebørn : Dyrlæge Linsager
- 1968 : Musikken var af Kai Normann Andersen
- 1969 : Sjov i gaden : Peter Jensen
- 1969 : Pigen fra Egborg : John Søgaard
- 1969 : Mig og min lillebror og Bølle : Søren Severinsen
- 1970 : Kyrkoherden : Bartolomeus
- 1970 : Amour : Blikkenslager
- 1970 : Nøglen til paradis : Gudmund (præst og rejsearrangør)
- 1970 : Præriens skrappe drenge : Biggy
- 1970 : Hurra for de blå husarer : Spjellerup
- 1970 : Den Gyldenblonde fortæller
- 1971 : Hvor er liget, Møller? : Vilhelm Hårlung
- 1971 : Guld til præriens skrappe drenge : Biggy
- 1971 : Min søsters børn, når de er værst : Viggo
- 1972 : Takt og tone i himmelsengen : Grev Axel von Hasteen
- 1972 : Lenin, din gavtyv : General Ludendorff
- 1973 : Solstik på badehotellet : Doktor Grå
- 1973 : Mig og mafiaen : Victor 'Viffer' Hansen
- 1974 : Mafiaen – det er osse mig! : Victor 'Viffer' Hansen
- 1974 : Dirch : lui-même
- 1975 : Piger i trøjen : Oversergent Vasby
- 1976 : Spøgelsestoget : Theodor 'Teddy' T. Thönder
- 1976 : Piger i trøjen 2 : Vasby
- 1977 : Alt på et bræt : Alfred Emanuelsen
- 1977 : Piger til søs : Seniorsergent Vasby
- 1978 : Fængslende feriedage : Fængselsinspektør Frost

## Distinctions
Dirch Passer a reçu le Bodil du meilleur acteur en 1974 pour Mig og mafiaen.